# Колдиферо (Белуно)
Колдиферо (итал. Coldiferro) је насеље у Италији у округу Белуно, региону Венето.
Према процени из 2011. у насељу је живело 10 становника. Насеље се налази на надморској висини од 453 м.